# Raúl Sendic Antonaccio
Raúl Sendic Antonaccio (Chamangá, Flores, Uruguay, 16 de marzo de 1925-París, 28 de abril de 1989) fue un guerrillero y político uruguayo, considerado como uno de los miembros más importantes del Movimiento de Liberación Nacional-Tupamaros.

## Biografía

### Primeros años
Raúl Sendic, conocido como «el Bebe», nació en el paraje rural de Chamangá, en el sureste del departamento de Flores, y era el quinto hijo del matrimonio conformado por Amalia Antonaccio y Victoriano Sendic. Cursó la educación primaria en la escuela agraria del lugar y la secundaria en la capital departamental de Trinidad. Al terminar la secundaria en 1943, se traslada a Montevideo, donde se inscribiría en la Facultad de Derecho de la Universidad de la República, y comienza paralelamente a trabajar en un estudio jurídico. En realidad, no alcanzaría a recibirse de abogado por decisión propia, completó 5 años y medio de los 6 que insumía la carrera, aunque sí obtuvo el título de procurador.
En 1958 representó a Uruguay en el Congreso de la Internacional Socialista y permaneció en Cuba tras la revolución. Al igual que otros camaradas socialistas, sintió la influencia del teórico socialista Vivian Trías.
Ya como procurador se trasladó a la ciudad de Paysandú, desde donde se vinculó como asesor legal de los trabajadores de la industria azucarera del norte del Uruguay, que en aquellos momentos vivían en condiciones de explotación extrema y virtual marginación social.
De su experiencia rural y de la Revolución Cubana, Sendic adoptó una concepción foquista y guevarista de la revolución. Según el ex tupamaro Kimal Amir, Sendic compartía una concepción marxista de la lucha de clases, «aunque se declaraba independiente de la Unión Soviética y de Cuba». De todos modos, según el camarada tupamaro Jorge Zabalza, Sendic «tenía una clara visión libertaria de la autogestión, que le debía a su cercanía a Proudhon».

### Formación del MLN-T
Militante del Partido Socialista, en 1962 (una década antes del golpe de Estado), junto a otros militantes de la izquierda uruguaya organiza un grupo de acción directa que luego se integrará al denominado "Coordinador", y que finalmente conformará el Movimiento de Liberación Nacional-Tupamaros. 
El 31 de julio de 1963, dicho grupo decide hurtar armas en el Club de Tiro Suizo en la ciudad de Nueva Helvecia (Colonia). La acción fue un fracaso porque los fusiles eran de colección, y los militantes fueron rápidamente identificados y sometidos a la justicia.
Organizó posteriormente la Unión de Trabajadores del Azúcar de Artigas (UTAA), conocidos como "cañeros", con los que realizó varias "marchas" hasta Montevideo. Varios "cañeros" (o "peludos", como también se les llamaba), se integraron luego a la lucha armada de los tupamaros.
En agosto de 1970, Sendic fue detenido y encarcelado en el Penal de Punta Carretas y, casi un año después, en septiembre de 1971, protagonizó junto a 107 tupamaros, tres miembros del OPR-33 y un preso común, una fuga masiva conocida como "Operación El Abuso". 
En septiembre de 1972 fue herido en el rostro en un enfrentamiento armado con la Fusileros Navales, en la Ciudad Vieja de Montevideo, siendo capturado. Aquí se originó la versión de la famosa frase con la que recibió a sus captores: "Soy el Rufo y no me entrego", se dice que contestó, según el comunicado 467 de las Fuerzas Conjuntas, en la madrugada del viernes 1º de septiembre. Algunas versiones posteriores señalan que Sendic no pronunció jamás tal frase (por ejemplo lo dice Huidobro), sobre todo porque el nombre de guerra que este usaba no era Rufo sino Bebe, con el que incluso era conocido familiarmente.

### Rehén de la dictadura
Disputado como trofeo de guerra por sus captores, Sendic fue finalmente objeto del mismo trato que los otros dirigentes de su organización que los militares consiguieron capturar, y fue reducido a la condición de rehén, con expresas órdenes de eliminarlo si los Tupamaros realizaban cualquier clase de acción política o militar. Su reclusión duraría 12 años, en los que recibió el mismo trato que estaba reservado a los demás cautivos de su condición, es decir, una reclusión infrahumana en incomunicación casi total, como luego comprobarían organismos como la Cruz Roja Internacional.
Aun así, pudo hacer llegar al exterior (escritos en hojillas de fumar disimuladas entre la ropa que sus familiares se llevaban en las visitas) algunos documentos políticos que consiguió redactar a escondidas de sus captores, en donde ya se anunciaban los rumbos posteriores que habría de tomar el MLN-T desde 1985: un plan político a desarrollar dentro de ámbitos legales, con acento en problemas económicos y sociales.
Sendic fue liberado junto a sus compañeros tras el indulto de marzo de 1985, continuando con su actividad política, de acuerdo a los parámetros señalados. El camino del MLN-T hacia la legalidad y el anuncio de la suspensión de la lucha armada (a la que jamás renunciaron y siempre reivindicaron como método político) fueron los ejes de la táctica llevada adelante por Sendic durante los años siguientes. A pesar de los recelos de la derecha e incluso de alguna parte de la izquierda, los Tupamaros consiguieron integrarse al Frente Amplio, para convertirse años más tarde en la fuerza política más votada de la izquierda.
Raúl Sendic murió el 28 de abril de 1989 en París, donde había acudido para atenderse de la enfermedad de Charcot-Marie-Tooth.

## Descendencia
Raúl Sendic tuvo cinco hijos: Raúl Fernando y Ramiro (de su matrimonio con Nilda Rodríguez), Jorge Raúl y Alberto (con Violeta Setelich) y Carolina Sendic (con Yenny Itté González ).

## Obras
- 1984, Reflexiones sobre política económica : Apuntes desde la prisión (Editorial Tierra del Fuego. Argentina)
- 1985, Cartas desde la prisión (Mario Zanocchi Editor. Montevideo)
- 1986, La tierra, la banca y la deuda externa (2.ª edición ampliada. Tupac Amaru Ediciones. Montevideo, )
- 1989, Manual práctico de economía (Tupac Amaru Ediciones. Montevideo)
- 1990, Artículos de prensa sobre la deuda externa, la tierra y otros temas (Movimiento por la tierra. Montevideo)
- 1990, Sendic vive clandestino en el corazón del pueblo (Tupac Amaru Ediciones. Montevideo)

### Reediciones
- 1987, Cartas desde la prisión (Tupac Amaru Ediciones. Montevideo)
- 1985, Reflexiones sobre política económica : Apuntes desde la prisión (Nueva Nicaragua. Montevideo)
- 1985, Reflexiones sobre política económica (Mario Zanocchi editor. Montevideo)
- 2007, Cartas desde la prisión (8.ª edición. ed. Letraeñe. Prólogo de Guillermo Chifflet; ilustraciones de María Luisa Casares. Montevideo)